# 鎮江市
鎮江市（ちんこうし）は中華人民共和国江蘇省に位置する地級市。古くから商業都市として発達した国家歴史文化名城である。

## 地理
江蘇省西南部、長江（揚子江）下流南岸に位置し、長江と大運河とが交差する地点にある。現在は水路がかなり変わったが、昔は長江は旧市街の近くを流れていたため河川港として繁栄した。
西は南京、北は揚州、東は常州、南は金壜と接する。
南京～上海を結ぶ鉄道（京滬線・鎮江駅）も通るが、北の揚州との間には川幅の広い長江(揚子江)が横たわっているため、フェリーでの渡岸か南京経由での移動が必要であったが、2005年に潤揚長江公路大橋が開通し、揚州までは30分程度の道のりとなった。

## 歴史
かつては京口、丹徒などと呼ばれ、三国時代には呉の孫権が一時、京口に都を置いた。
- 北宋時代に鎮江の名が始まる。
- アヘン戦争後期の1842年7月、イギリス軍が鎮江を占領。京杭大運河を封鎖。
- 1858年の天津条約で条約港に指定され、1861年から1927年まで英国租界が置かれていた。
- 辛亥革命後は丹徒県と改称し、1928年鎮江県となった。
- 1929年から1949年まで鎮江に江蘇省政府が置かれていた。
- 1949年鎮江市が成立したが、省都は南京に移った。
- 1978年対外開放都市となり、1986年には国家歴史文化名城に指定された。
- 1988年には沿海経済開放区に列した。

## 行政区画
鎮江市は3市轄区・3県級市を管轄する。
- 市轄区：
  - 京口区・潤州区・丹徒区
- 県級市：
  - 丹陽市・揚中市・句容市

| 鎮江市の地図                              |
| ----------------------------------------- |
| 京口区 潤州区 丹徒区 丹陽市 揚中市 句容市 |

### 年表
この節の出典

#### 蘇南行署区鎮江専区
- 1949年10月1日 - 中華人民共和国蘇南行署区鎮江分区が成立。鎮江県・江寧県・丹陽県・揚中県・句容県・溧水県・高淳県が発足。(7県)
- 1949年11月28日 - 鎮江分区が鎮江専区に改称。(1市7県)
  - 鎮江県の一部が分立し、鎮江市が発足。
  - 鎮江県が丹徒県に改称。
- 1949年12月 - 句容県・江寧県が南京市に編入。(1市5県)
- 1950年1月 - 南京市句容県・江寧県を編入。(1市7県)
- 1952年11月15日 - 江蘇省の成立により、江蘇省鎮江専区となる。

#### 江蘇省鎮江専区(1952年-1958年)
- 1953年2月6日 - 常州専区武進県・金壇県・溧陽県を編入。(1市10県)
- 1953年2月27日 - 武進県の一部が分立し、常州市戚墅堰区となる。(1市10県)
- 1953年3月 - 金壇県の一部が武進県に編入。(1市10県)
- 1953年5月16日 - 溧陽県の一部が安徽省蕪湖専区郎渓県に編入。(1市10県)
- 1953年5月26日 - 武進県の一部が蘇州専区震沢県に編入。(1市10県)
- 1953年6月 (1市10県)
  - 南京市九区・十区・十一区の各一部が江寧県に編入。
  - 江寧県・句容県の各一部が南京市九区の残部・十一区の残部と合併し、南京市九区となる。
- 1953年9月23日 (1市10県)
  - 武進県の一部(剣湖区景華郷の一部)が蘇州専区無錫県に編入。
  - 蘇州専区無錫県の一部(玉祁区黄泥壩郷の一部)が武進県に編入。
- 1953年10月 - 南京市九区の一部が句容県に編入。(1市10県)
- 1953年11月 - 句容県の一部が溧水県・金壇県に分割編入。(1市10県)
- 1954年4月6日 - 溧陽県の一部が安徽省蕪湖専区広徳県に編入。(1市10県)
- 1954年8月27日 - 句容県の一部が江寧県に編入。(1市10県)
- 1955年6月 - 武進県の一部が蘇州専区江陰県に編入。(1市10県)
- 1955年11月 - 武進県の一部が蘇州専区江陰県に編入。(1市10県)
- 1955年11月7日 - 武進県の一部が金壇県に編入。(1市10県)
- 1955年12月13日 (1市10県)
  - 江寧県の一部が南京市雨花台区・中山陵園区・棲霞区に分割編入。
  - 句容県の一部が南京市棲霞区に編入。
- 1955年12月 - 丹陽県の一部が武進県に編入。(1市10県)
- 1956年2月22日 - 江寧県の一部が南京市雨花台区に編入。(1市10県)
- 1956年2月23日 (1市12県)
  - 揚中県が揚州専区に編入。
  - 武進県が蘇州専区に編入。
  - 揚州専区儀徴県・六合県・江浦県、蘇州専区宜興県を編入。
- 1956年3月28日 - 丹徒県の一部が金壇県に編入。(1市12県)
- 1956年4月25日 - 金壇県の一部が宜興県に編入。(1市12県)
- 1956年5月2日 (1市12県)
  - 溧陽県の一部(竹篢区西沈郷、城東区山下郷の各一部)が金壇県に編入。
  - 金壇県の一部(社頭区湖蕩郷の一部)が溧陽県に編入。
- 1956年5月21日 - 江寧県の一部が南京市秦淮区に編入。(1市12県)
- 1956年8月1日 - 丹陽県・丹徒県の各一部が金壇県に編入。(1市12県)
- 1956年8月22日 - 丹陽県の一部が丹徒県に編入。(1市12県)
- 1956年9月10日 - 溧陽県の一部が句容県に編入。(1市12県)
- 1956年9月 - 句容県の一部が金壇県に編入。(1市12県)
- 1956年11月8日 - 揚州専区揚中県を編入。(1市13県)
- 1956年12月14日 - 蘇州専区武進県の一部が丹陽県に編入。(1市13県)
- 1956年12月24日 - 儀徴県・六合県・江浦県が揚州専区に編入。(1市10県)
- 1956年12月 - 丹陽県の一部が蘇州専区武進県に編入。(1市10県)
- 1957年5月16日 - 句容県の一部が南京市棲霞区に編入。(1市10県)
- 1957年7月12日 - 金壇県の一部が丹陽県に編入。(1市10県)
- 1958年1月22日 (1市10県)
  - 丹徒県の一部(宝堰郷の一部)が句容県に編入。
  - 句容県の一部(伯群郷の一部)が丹徒県に編入。
- 1958年7月6日 (1市10県)
  - 江寧県が南京市に編入。
  - 蘇州専区武進県を編入。
- 1958年8月2日 - 鎮江専区が常州専区に改称。

#### 江蘇省鎮江地区(1959年-1983年)
- 1959年7月24日 - 常州専区が鎮江専区に改称。(2市9県)
- 1959年9月5日 - 武進県の一部が常州市に編入。(2市9県)
- 1959年11月 - 宜興県の一部が武進県に編入。(2市9県)
- 1960年11月13日 - 武進県が常州市に編入。(2市8県)
- 1962年3月27日 - 鎮江市の一部が分立し、丹徒県が発足。(2市9県)
- 1962年6月25日 - 常州市が地級市の常州市に昇格。(1市9県)
- 1962年9月25日 - 南京市江寧県、常州市武進県を編入。(1市11県)
- 1964年1月 - 鎮江市の一部が丹徒県に編入。(1市11県)
- 1964年10月24日 - 常州市郊区の一部が武進県に編入。(1市11県)
- 1966年7月14日 (1市11県)
  - 江寧県の一部(銅山公社山南大隊・独山大隊の各一部)が溧水県に編入。
  - 溧水県の一部(柘塘公社和平大隊の一部)が江寧県に編入。
- 1966年7月 - 丹徒県の一部が鎮江市に編入。(1市11県)
- 1969年11月6日 - 句容県・溧水県の各一部が江寧県に編入。(1市11県)
- 1970年 - 鎮江専区が鎮江地区に改称。(1市11県)
- 1971年2月22日 - 江寧県が南京市に編入。(1市10県)
- 1973年10月19日 - 武進県の一部が常州市郊区に編入。(1市10県)
- 1978年7月1日 - 安徽省馬鞍山市郊区の一部が鎮江市に編入。(1市10県)
- 1983年1月18日
  - 鎮江市が地級市の鎮江市に昇格。
  - 高淳県・溧水県が南京市に編入。
  - 宜興県が無錫市に編入。
  - 武進県・金壇県・溧陽県が常州市に編入。
  - 丹徒県・丹陽県・揚中県・句容県が鎮江市に編入。

#### 鎮江市
- 1983年1月18日 - 鎮江地区鎮江市が地級市の鎮江市に昇格。金山区・北固区・諌壁区・郊区が成立。(4区4県)
  - 鎮江地区丹徒県・丹陽県・揚中県・句容県を編入。
- 1983年4月30日 - 丹徒県の一部が諌壁区・郊区に分割編入。(4区4県)
- 1983年8月17日 (2区4県)
  - 金山区・北固区が合併し、城区が発足。
  - 諌壁区・郊区が合併し、郊区が発足。
- 1984年10月13日 (2区4県)
  - 城区が京口区に改称。
  - 郊区が潤州区に改称。
- 1987年12月15日 - 丹陽県が市制施行し、丹陽市となる。(2区1市3県)
- 1994年5月18日 - 揚中県が市制施行し、揚中市となる。(2区2市2県)
- 1995年4月6日 - 句容県が市制施行し、句容市となる。(2区3市1県)
- 2002年4月3日 - 丹徒県が区制施行し、丹徒区となる。(3区3市)
- 2003年10月15日 - 丹徒区の一部(丁崗鎮)が京口区に編入。(3区3市)
- 2005年9月30日 - 丹徒区の一部(大路鎮)が京口区に編入。(3区3市)
- 2005年11月2日 - 丹徒区の一部(姚橋鎮)が京口区に編入。(3区3市)
- 2019年2月22日 - 京口区の一部が潤州区に編入。(3区3市)

## 経済
長江と大運河の交差点に位置する鎮江は歴史的に商品が集散する商業都市として発展した。
市内には省級経済技術開発区も設置され、2016年の国内生産総額（GDP）は対前年比14.1%増の3833.34億人民元、
一人当たり生産増額は120694元（約18476米ドル）、対外輸出額は103.16億米ドルであった。

## 交通
航空
- 鎮江市内に空港は無いが、上海虹橋国際空港が京滬高速鉄道で1時間30分前後で、南京禄口国際空港が直通バス（南京禄口机场大巴）で1時間30分で到達できる。

鉄道
- 北京・南京と上海を結ぶ京滬線、滬寧都市間鉄道が鎮江駅と丹陽市の丹陽駅を発着する。2011年に開業した北京と上海虹橋を結ぶ京滬高速鉄道は市街地の郊外にある鎮江南駅と丹陽北駅を発着する。また、2020年に開業した連鎮旅客専用線（中国語版）は、鎮江駅と丹陽駅の間にある丹徒駅（中国語版）が終点である。同路線の列車は丹徒駅手前の連絡線を通って鎮江駅にも発着する。
- 句容市には寧杭旅客専用線、滬寧沿江高速鉄道が通る。
- 寧句城際軌道交通（南京地下鉄）も市内を走る。

バス
- 鎮江駅南東隣に主な長距離バスが発着する鎮江バスターミナル（镇江汽车客运站）が、鎮江南駅の南西隣に主に揚州行き長距離バスが発着する鎮江南除バスターミナル（镇江南徐汽车客运站）がある。
- 揚州西バスターミナル（扬州汽车客运西站）と鎮江駅（镇江汽车客运站）・鎮江南駅（镇江南徐汽车客运站）の間は所要時間約45分の直通バス（扬州到镇江汽车）が10〜15分毎に運行されている。

長江横断
- 長江の北にある揚州市との間は、高速道路の潤揚長江大橋と鎮揚フェリー（镇扬汽渡）の双方で結ばれている。

## 教育
- 江蘇大学(Jiangsu University) 理工系・医学系で有名な江蘇省の一流大学、学生総数4万人前後という。
- 江蘇科技大学(Jiangsu University of Science and Technology ) 科学・先端技術の研究・開発に特化した省の重点大学。
- 鎮江高級師範大学(ZhenJiang teachers' college) 主に中学校・高校の教師を育成するための大学。
- 鎮江医学院

## 観光
- 京口三山
  - 金山（中国語版） - 市街地北西の長江及び金山湖に面した標高43.7m[3]、周囲約520m[4]の山。山のほぼ全てを江天禅寺（金山寺）の敷地が占めている。江天禅寺は東晋の大興年間（318年-321年）に創建され、付近で金が産出されたため「金山寺」と命名[5]されたと言われる。本堂である大雄宝殿は20世紀に再建[5]されたものである。山頂付近にある高さ約36mの慈寿塔は清の西太后が再建した[5]もので、かつては双塔であった。かつて白龍が棲んでいたとの伝説が残る白龍洞（白龙洞）も江天禅寺境内にある。雪舟が1472年に金山寺を訪れ墨画「金山寺図」を描いている[6][7]。また、唐代に張又新が著した茶道の名著「煎茶水記」にて、当地が7つの良い泉源のうちの一つ『天下第一泉』としたことを記念する泉[8]が、塔影湖を挟んだ西側にある。
  - 北固山（中国語版） - 市街地北の長江沿いにある標高55.2mの山で、金山と焦山の中間に位置する。北固山風景区（公園）内には、3世紀に創建されたとされる甘露寺があり、劉備と孫尚香（孫権の妹）が見合いをした逸話（「劉備招親」）の舞台[5]としても有名である。また、劉備と孫権が互いに心中の念願を込め岩に剣を振り下ろしたところ十字型に割れたとされる「試験石」や、曹操に対する戦略を互いに語った場所とされる「狠石」[9]もある。北宋の熙寧年間に建てられた高さ8mの鉄塔[10]、太史慈の墓、魯粛の墓、阿倍仲麻呂の「望月望郷」碑もある。山頂付近には多景楼（北固楼）が建っている。梁の初代皇帝蕭衍はこの地を訪れ、壮観な風景を眺めて「天下第一江山」と書した。その復元石刻が風景区内に展示されている。
  - 焦山（中国語版） − 市街地北東の長江沿いにある標高約71m、周囲約2kmの山。焦山風景区（公園）内には、後漢の興平年間（194年-195年）に創建[11]された定慧寺や、アヘン戦争時に長江に進入した英国艦隊を砲撃するために造られた砲台跡（焦山古炮台）、400余枚の歴史的石碑を展示する焦山碑林、山頂付近には高さ42mの万仏塔がある[12]。市街地からは所要時間5分程度の渡し船（摆渡）で入場する。
- 西津渡古街（中国語版） - 市街地の北、雲台山の麓にある全長1km程度の歴史的街並み。古くは三国時代まで遡るとされ、長江の渡し場の町として賑わった歴史的街区。元朝末期に建てられた昭関石塔（中国語版）や、17世紀末に創設された水難事故救助組織である「救生会」の建物、観音洞などが見どころ。かつてこの地にあった英国領事館の建物である鎮江英国領事館跡（中国語版）は鎮江博物館（中国語版）として公開されている。また、第二次世界大戦中の韓国の独立運動組織とされる大韓民国臨時政府が一時的にこの地にあったことから、資料館（大韩民国临时政府史料陈列馆）もある。
- 夢渓園（中国語版）
- 京杭大運河 - 北京から杭州までを結ぶ、総延長2500キロメートルに及ぶ大運河で、隋の文帝と煬帝がこれを整備したとされる。鎮江市の東郊外を通過している。

## 特産
- 鎮江香醋 - 黒酢の一種で中国三大名酢の一つに挙げられる。
- 肴肉
- 鎮江鍋蓋麺 - この地域は麺文化が発達しており、鎮江市民は朝食に鍋蓋麺（ごうがいめん）というラーメンを食べる人が多い。

## 友好都市
- 岡山県倉敷市（日本）
- 三重県津市（日本）
- 全羅北道益山市（大韓民国）
- マンハイム、ドイツ

## 出身有名人
- パール・S・バック 小説家
- 李嵐清 現・中華人民共和国国務院副総理、元・中華人民共和国教育部総長
- 唐家璇 元・中華人民共和国国務院副首相（外交担当）（2003-2008）、元・中華人民共和国外交部長（1998-2003）